# Club Puebla
Club Puebla – meksykański klub piłkarski z siedzibą w mieście Puebla, stolicy stanu Puebla. Występuje w rozgrywkach Liga MX. Domowe mecze rozgrywa na obiekcie Estadio Cuauhtémoc.

## Osiągnięcia

### Krajowe
- Liga MX

| zwycięstwo (2):     | 1983, 1990 |
| drugie miejsce (2): | 1945, 1992 |

- Copa MX

| zwycięstwo (5):     | 1945, 1953, 1988, 1990, 2015 (C) |
| drugie miejsce (3): | 1952, 1972, 2014 (A)             |

- Supercopa MX

| zwycięstwo (1):     | 2015 |
| drugie miejsce (0): | –    |

### Międzynarodowe
- Puchar Mistrzów CONCACAF

| zwycięstwo (1):     | 1991 |
| drugie miejsce (0): | –    |

- Copa Interamericana

| zwycięstwo (0):     | –    |
| drugie miejsce (1): | 1992 |

## Historia
Klub założony został w 1904 roku jako klub amatorski przez Anglików związanych z piłkarską ligą meksykańską. W latach 1944–1949 Puebla zajęła w lidze drugie, trzecie i trzy czwarte miejsca, a w sezonie 1944/45 klub zdobył puchar Meksyku (Copa México). Sukcesy te wprowadziły klub do elitarnego grona wielkich klubów meksykańskich.
W sezonie 1953/54 klub zdobył kolejny puchar Meksyku, jednak na mistrzostwo trzeba było poczekać jeszcze blisko 30 lat – w sezonie 1982/83 Puebla zdobyła mistrzostwo Meksyku dzięki lepiej wykonywanym rzutom karnym niż CD Guadalajara.
Następny puchar Meksyku Puebla zdobyła w sezonie 1987/88, natomiast w sezonie 1989/90 klub zdobył nie tylko puchar Meksyku, ale także mistrzostwo Meksyku (po pokonaniu w finale klubu Universidad Guadalajara). W roku 1991 po wygraniu w finale z trynidadzką drużyną Police Football Club 3:1 i 1:1 Puebla zdobyła Puchar Mistrzów CONCACAF. W przeciągu ponad 60 lat istnienia futbolu zawodowego przez klub Puebla przewinęło się wielu piłkarzy zagranicznych, głównie z Argentyny, Brazylii, Hiszpanii, Chile, Urugwaju oraz innych krajów z Afryki i Europy.
Po turnieju Clausura 2005 Puebla spadła do drugiej ligi meksykańskiej (Primera División A). Z powrotem do najwyższej klasy rozgrywkowej zespół powrócił dwa lata później, po rozgrywkach Clausury 2007.

## Aktualny skład
Stan na 29 kwietnia 2025.
| Nr | Poz. | Piłkarz           |
| -- | ---- | ----------------- |
| 1  | BR   | Julio González    |
| 2  | OB   | Gustavo Ferrareis |
| 3  | OB   | Sebastián Olmedo  |
| 4  | OB   | Efraín Orona      |
| 5  | PO   | Fernando Arce     |
| 6  | PO   | Pablo González    |
| 7  | PO   | Franco Moyano     |
| 8  | NA   | Luis García       |
| 9  | NA   | Lucas Cavallini   |
| 10 | NA   | Jair González     |
| 11 | NA   | Emiliano Gómez    |
| 12 | PO   | Raúl Castillo     |
| 13 | OB   | Juan Fedorco      |

| Nr | Poz. | Piłkarz                   |
| -- | ---- | ------------------------- |
| 14 | OB   | Jesús Rivas               |
| 15 | PO   | Facundo Waller            |
| 16 | PO   | Alberto Herrera           |
| 17 | OB   | Emanuel Gularte (kapitan) |
| 18 | NA   | Ricardo Marín             |
| 19 | NA   | Ángel Robles              |
| 24 | NA   | Luis Quiñones             |
| 25 | BR   | Miguel Jiménez            |
| 26 | OB   | Brayan Angulo             |
| 27 | NA   | Brayan Garnica            |
| 30 | BR   | Jesús Rodríguez           |
| 31 | BR   | Juan Pablo Gómez          |
| 33 | OB   | Jorge Rodríguez           |